# Hanna G. Alwan
Hanna G. Alwan CML (* 20. September 1954 in Aytou) ist ein libanesischer Geistlicher und Kurienbischof im Maronitischen Patriarchat von Antiochien.

## Leben
Hanna G. Alwan trat der Ordensgemeinschaft der Kongregation der libanesisch-maronitischen Missionare bei, legte die Profess 1979 ab und empfing am 18. Juli 1981 die Priesterweihe. Die Synode der Maronitischen Kirche wählte ihn am 6. Juni 2011 zum Kurienbischof in Antiochien. Papst Benedikt XVI. bestätigte diese Ernennung und ernannte ihn am 13. August 2011 zum Titularbischof von Sarepta dei Maroniti. Der Maronitische Patriarch von Antiochien und des ganzen Orients, Béchara Pierre Raï OMM, spendete ihm am 16. September desselben Jahres die Bischofsweihe; Mitkonsekratoren waren Joseph Habib Hitti, Bischof der Eparchie des Hl. Maron von Sydney, und Georges Bou-Jaoudé CM, Erzbischof von Tripoli.
Am 22. Januar 2021 ernannte ihn Papst Franziskus zum Konsultor des Päpstlichen Rates für die Gesetzestexte des Ostkirchenrechts.